# Joël (boek)
Het boek Joël is een van de boeken in de Hebreeuwse Bijbel. In zowel het Oude Testament als de Tenach valt het onder kleine profeten (Sjneim-Asar in de Tenach). De naam Joël betekent "God is de god". De letter J is een afkorting van "Jah". Omdat de Hebreeuwse taal geen klinkers gebruikt, kan dit worden aangevuld met een a of bijvoorbeeld een o.
De profeet Joël was waarschijnlijk een inwoner van Juda, want zijn opdracht richtte zich op dit koninkrijk. Dit blijkt uit de frequente vermelding van Juda en Jeruzalem
(1:14, 2:1, 2:15, 2:32; 3:1, 3:12, 3:17, 3:20-21). Hij wordt de zoon van Fatuel genoemd. Over zijn leven is niets bekend. Zijn adressering van priesters kan suggereren dat hij zelf van priesterlijke komaf was.
Hij trad waarschijnlijk op tijdens de regering van Uzzia (ongeveer 800 v.Chr.), en was een tijdgenoot van de profeten Amos en Jesaja.

## Inhoud
De inhoud van dit boek bestaat uit:
1. Een profetie van grote aanstaande rampen die het land bedreigen, namelijk een droogte en een sprinkhanenplaag (1:1-2:11).
2. De profeet roept zijn landgenoten op tot bekering en zich tot God te wenden en verzekert hen van Gods bereidheid hen te vergeven (2:12-17) en voorspelt het herstel van het land tot de vroegere vruchtbaarheid (18-26).
3. Een profetie over de Messias, die door Petrus in het Nieuwe Testament wordt aangehaald (Handelingen 2:16).
4. Ten slotte voorzegt de profeet oordelen bestemd voor de 'vijanden van God', hoofdstuk 3 (hoofdstuk 4 in de Hebreeuwse versie)